# Ah, Sweet Mouse-Story of Life
«Ah, Sweet Mouse-Story of Life» (рус. Мышиная история жизни; Сладкая жизнь Джерри; Умный маленький мышонок) — 134-й эпизод в серии короткометражек «Том и Джерри». Дата выпуска: 20 января 1965 года. Это 7 серия из 34 эпизодов Чака Джонса.

## Сюжет
Том гоняется за Джерри по квартире в многоэтажном доме, в результате чего он врезался в стену и Том стал похож на стул. Том распиливает дыру в стене, чтобы поймать Джерри, но вместо этого остальная часть стены падает на Тома. Погоня продолжается вокруг выступа, окружающего этот дом, которая привела к тому, что Том, решив попытаться поймать Джерри, поднялся по водосточной трубе, оборвав её, и он на ней падает в канализационный люк. Джерри нашел на чердаке клаксон с насадкой. С помощью этой штуки Том и Джерри начинают издеваться друг над другом. Джерри спускается вниз по водосточной трубе, и Том, застряв в ней, не знает, как вылезти из нее. Джерри шепчет идею Тому о том, как его освободить. Джерри нажимает на кнопку клаксона с насадкой и Том удлиняется по той же длине, что и водосточная труба. Том благодарит Джерри, целуя его и снова продолжает погоню за ним.
Название «Ah, Sweet Mouse-Story of Life» является отсылкой к названии песни «Ah, Sweet Mystery of Life» из оперетты "Непослушная Мариэтта", хотя сюжет никакого отношения к этой песне не имеет.